# Nathalie Hagman
Nathalie Mari Hagman (født d. 19. juli 1991 i Farsta) er en svensk håndboldspiller, der spiller for SCM Râmnicu Vâlcea og Sveriges landshold. Hun har tidligere optrådt for Skuru IK, Lugi HF, Team Tvis Holstebro, Nykøbing Falster Håndboldklub, CSM Bucuresti, Odense Håndbold og Nantes Atlantique Handball.
Hun debuterede på det svenske landshold i 2009, som den yngste i gennem tiderne. Hun har sat scoringsrekord på det svenske landshold flere gange: Første gang var ved EM 2018, hvor hun scorede sytten mål mod Rusland og anden gang var ved VM 2021, hvor hun scorede nitten mål mod Puerto Rico, en præstation hun gentog senere ved samme VM mod Kasakhstan.
Hun blev kåret til årets kvindelige håndboldspiller i Danmark i 2015 samme år, som hun blev kåret til årets spiller i Sverige.